# 肥肉草
肥肉草（学名：[Fordiophyton fordii] 错误：{{Lang}}：文本有斜体标记（帮助）），为野牡丹科异药花属下的一个植物变种。